# Air Afrique
Pour les articles homonymes, voir RKA et Air (homonymie).
Air Afrique est le nom de plusieurs compagnies aériennes africaines successives, dont la plus ancienne remonte à 1926 et la plus récente a disparu en 2002.

## Histoire du nom
Air Afrique est d'abord le nom d'une compagnie fondée en 1926 et qui prend en 1928 le nom de Transafricaine.
À l'initiative de l'État français est créée le 11 mai 1934 la Régie Air Afrique, dont l'objectif est de rationaliser l'exploitation des lignes aériennes des colonies françaises d'Afrique. Son exploitation débute le 7 septembre 1934 avec l'inauguration d'une ligne postale entre Alger et Niamey sur Bloch MB.120. Cette ligne est rapidement prolongée sur Fort-Lamy et le Congo et ouverte aux passagers le 27 avril 1935. Elle absorbe progressivement les Lignes aériennes Nord-africaines (LANA) créées en 1934, la Transafricaine de 1928 et le 1er janvier 1937 la Régie Malgache créée en 1934. Lorsque la Régie Air-Afrique manqua de Bloch MB.120 à la suite d’accidents, l’aéronautique militaire de l’Afrique-Occidentale française mit à disposition entre 1936 et 1937 deux de ses quatre appareils pour remplacer les accidentés.
Mise en sommeil au début de la Seconde Guerre mondiale, elle rejoint la compagnie Air France en 1941.

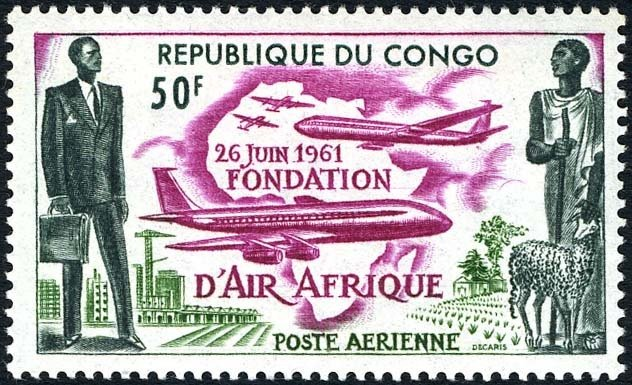
26 juin 1961 : fondation d'Air Afrique (timbre émis par la République du Congo).

La plus récente Air Afrique est constituée le 28 mars 1961 par un accord liant onze états africains francophones. Cet accord résulte du constat qu'aucun de ces pays n'a alors les moyens financiers de financer seul une compagnie aérienne nationale, mais aussi de la volonté de créer une grande compagnie africaine.
Détenant chacun 6,54 % du capital, les onze pays fondateurs en sont : le Cameroun ; la République Centrafricaine ; le Congo-Brazzaville ; la Côte d'Ivoire ; le Dahomey ; le Gabon ; la Haute-Volta ; la Mauritanie ; le Niger ; le Sénégal ; le Tchad. La Sodetraf (UTA majoritaire et Air France) détiennent 33 % du capital et un tiers dispose du solde. Le siège de la compagnie est symboliquement installé à Abidjan et le premier directeur général (1961-1973) en est le Sénégalais Cheikh Boubacar Fall (décédé en 2006).
Les premiers vols ont lieu le 15 octobre 1961 avec un Super Constellation loué par Air France.

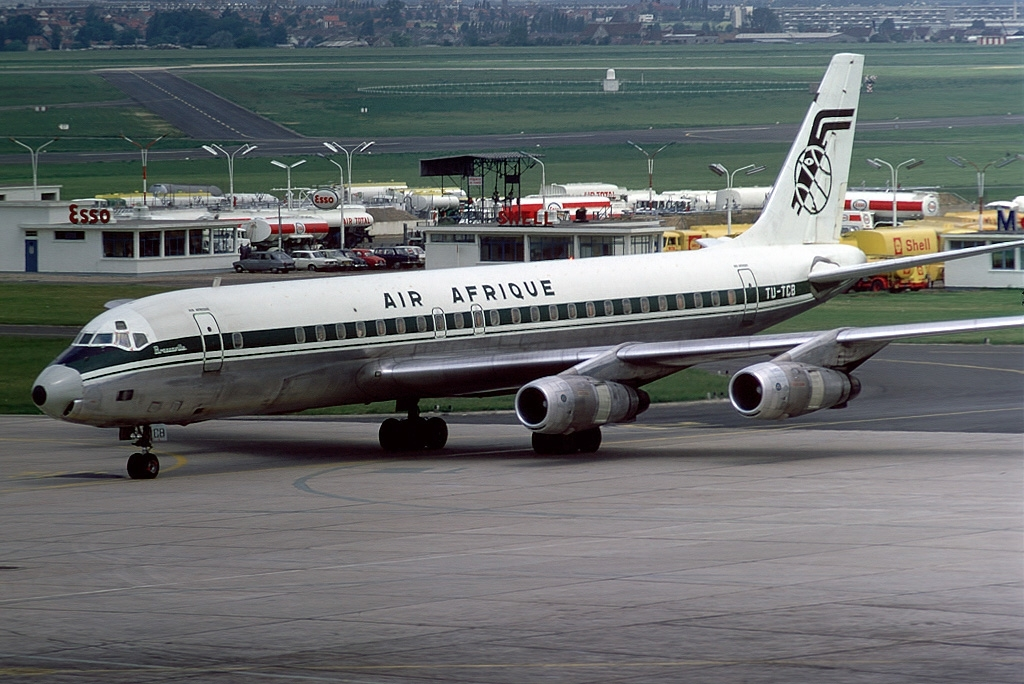
DC-8 d'Air Afrique au Bourget.

La répartition du capital va varier au fil du temps des changements de partenaires. Le Togo a rejoint le groupe au 1er janvier 1968, entrant dans le capital à hauteur de 6 % par prélèvement sur les parts détenues par Sodetraf, le Cameroun s'en retire en septembre 1971 pour créer Cameroon Airlines, suivi par le Gabon en 1976.
Le réseau Air Afrique s'étoffe rapidement pour desservir vingt deux pays africains, l'Europe (Bordeaux, Lyon, Marseille, Nice, Paris, Genève, Zurich, Rome, Las Palmas) et New York City. À la fin des années 1970 la flotte compte trois McDonnell Douglas DC-10-30, sept Douglas DC-8, un cargo DC-8-63F et trois Caravelle.
Au début des années 1980 est lancé un programme de modernisation de la flotte avec en particulier l'introduction des premiers Airbus A300. En 2002 elle possède entre autres des Airbus A310, A300, A330 et des DC-10.
Air Afrique est durement touchée par les chocs pétroliers et ses derniers directeurs généraux (Yves Roland-Billecart, Harry Tirvengadum - ancien PDG d'Air Mauritius, Pape Thiam) ne parviennent pas à rétablir l'équilibre financier et sont contraints de suspendre ses opérations en novembre 2001. Déclarée en faillite le 7 février 2002 après une lente agonie, elle est mise en liquidation le 27 avril 2002.

## Code
- Code AITA : RK
- Code OACI : RKA

## Avions utilisés
- Lockheed Super Constellation

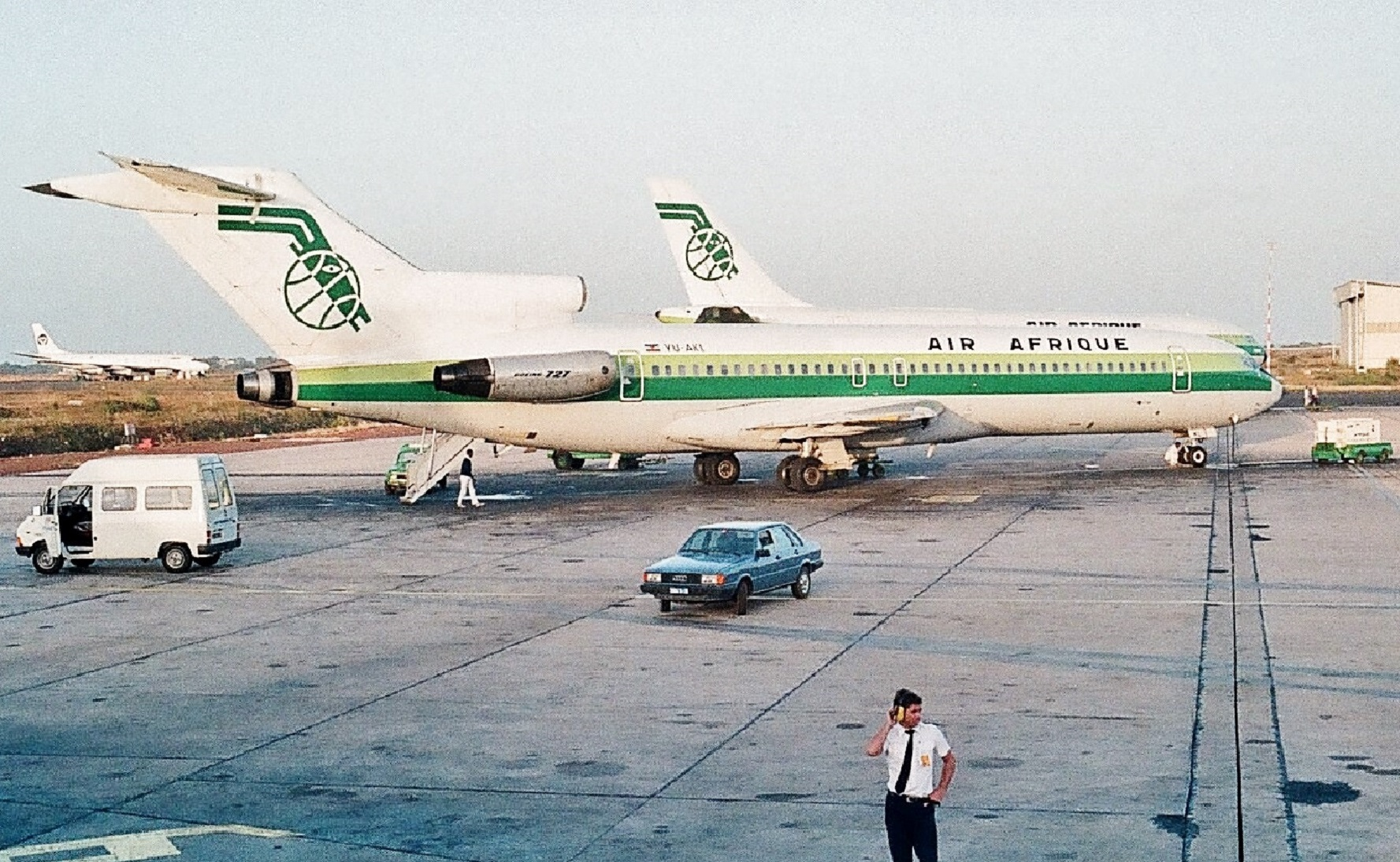
Boeing B727-200 d'Air Afrique en 1984, Dakar-Yoff

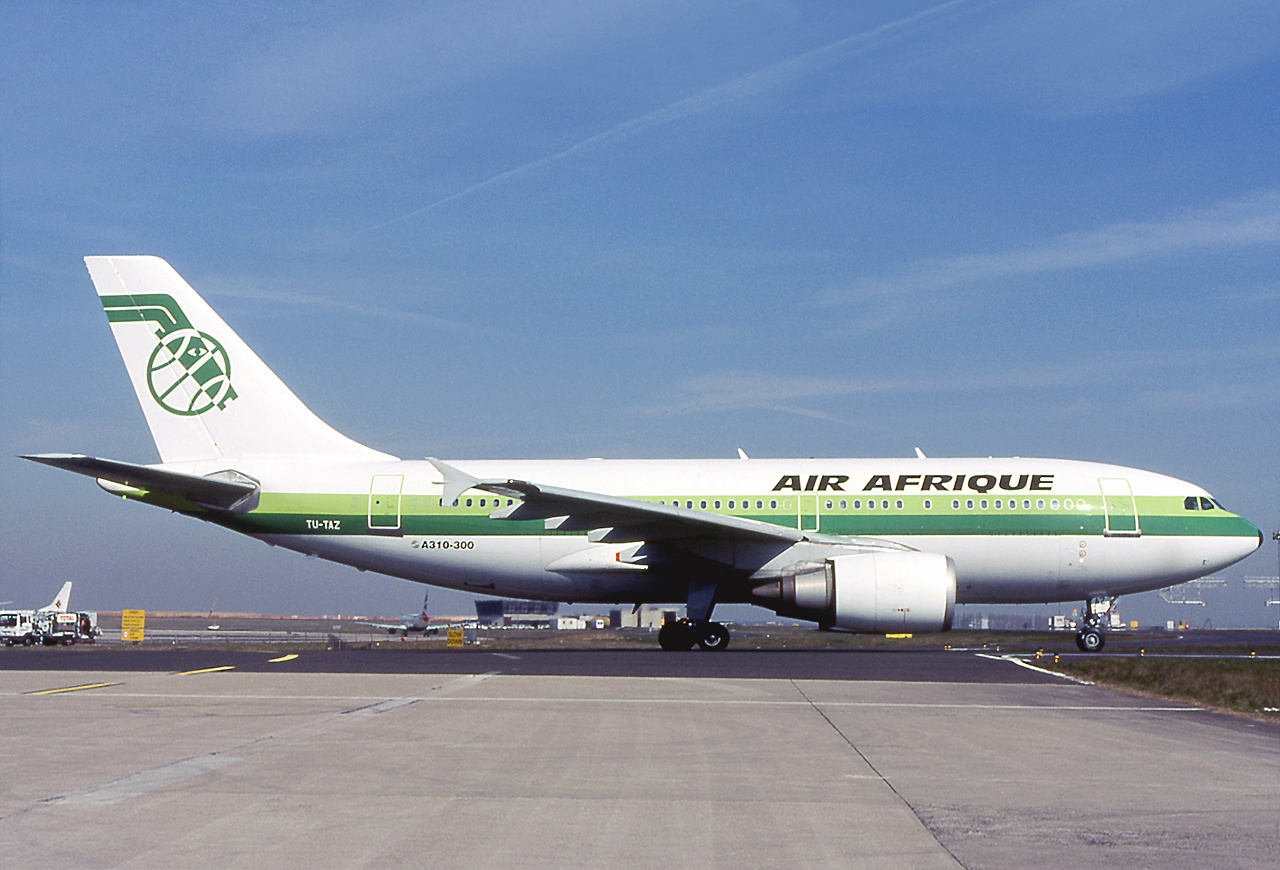
Airbus A310 d'Air Afrique en mars 2000.

- Douglas DC-3 : deux appareils loués à l'aviation militaire du Dahomey, deux appareils loués à Air Ivoire et un acheté en 1965 et retiré d'exploitation en 1973[4].
- Douglas DC-4
- Douglas DC-6
- Douglas DC-8-33, -53, -55, -63
- Douglas DC-9-80
- Douglas DC-10-30
- Sud Aviation SE 210 Caravelle11R - 10R - VI-N - VI-R
- Boeing 707 loué à Air France
- Boeing 727 loué par JAT Yugoslav Airlines
- Boeing 747-200F
- Airbus A300-600
- Airbus A300-B4
- Airbus A310-300
- Airbus A330-200
- Air Afrique a aussi utilisé temporairement au cours des années 1990 au moins un Lockheed L-1011 TriStar , un Antonov AN-74 (Ukraine Air Force) et 6 Antonov AN-12 Loués par différents opérateurs.

## Dans la culture populaire
Un DC10 d'Air Afrique apparaît dans les aventures de Spirou, dans l'album Le Gri-gri du Niokolo-Koba par Jean-Claude Fournier .